# Campionatele europene de gimnastică feminină din 1989
Campionatele europene de gimnastică feminină din 1989, care au reprezentat a șaptesprezecea ediție a competiției gimnasticii artistice feminine a "bătrânului continent", au avut loc în orașul Bruxelles, capitala Belgiei.
Datorită valorii mondiale a gimnasticii europene, campionatele europene de gimnastică feminină au coincis, pentru foarte mulți ani, cu replica sa mondială.